# Institut de mathématiques Clay
Pour les articles homonymes, voir CMI.
L’institut de mathématiques Clay (en anglais, Clay Mathematics Institute, ou CMI) a été fondé en septembre 1998 par Landon Clay, un homme d'affaires de Boston, président-directeur général de « East Hill Management », et son épouse Lavinia Clay dans le but de promouvoir et disséminer la connaissance mathématique dans le monde, en instaurant un système de prix pour les chercheurs mathématiciens.

## Organisation
À la création du CMI en 1998, le président était Arthur Jaffe, professeur à l'université Harvard, et le comité consultatif scientifique se composait de :
- Alain Connes ;
- Arthur Jaffe ;
- Andrew Wiles ;
- Edward Witten.

En juin 2015, le président était Nicholas Woodhouse et le comité consultatif scientifique se composait de :
- Simon Donaldson ;
- Michael J. Hopkins ;
- Carlos Kenig ;
- Andreï Okounkov ;
- Andrew Wiles ;
- Nicholas Woodhouse.

## Prix

### Problèmes du prix du millénaire
En 2000, est publiée une liste de sept problèmes, correspondant à autant de conjectures. Une récompense d'un million de dollars est promise pour la découverte de leur solution. Ce sont les problèmes du prix du millénaire, qui incluent le Problème P=NP de l'informatique théorique.
Les travaux de Grigori Perelman sur la conjecture de Poincaré, l'un des sept problèmes, ont été officiellement reconnus par la communauté mathématique qui lui a décerné la médaille Fields et par l'institut qui lui a attribué le prix du millénaire le 18 mars 2010, prix que Perelman a refusé,.
L'existence de ces prix divise la communauté mathématique car les sommes promises transforment la quête mathématique en spectacle médiatique. Cependant, les initiateurs de ces prix argumentent qu'ils encouragent les jeunes à se diriger vers des filières mathématiques.

### Clay Research Award
L'institut honore également, chaque année, un ou plusieurs mathématiciens en reconnaissance de leurs recherches. Le prix a été décerné pour la première fois en 1999 à Andrew Wiles. Les lauréats de 2015 sont Larry Guth et Nets Katz, récompensés, notamment, pour la solution qu'ils ont apportée au problème des distances distinctes d'Erdős.

### Clay Award for Dissemination
Le prix Clay pour la diffusion des mathématiques, est un prix distribué pour la première fois en 2015. Il est attribué à Étienne Ghys « pour ses contributions personnelles importantes à la recherche mathématiques et ses travaux remarquables pour la promotion des mathématiques ».

### Clay Research Fellows
L'institut finance également des fellowships, des bourses de longue durée. Parmi les boursiers, il y avait (au 22 juin 2015) :
- Aaron Pixton ;
- Alex Wright ;
- Ivan Corwin ;
- Jack Thorne ;
- James Maynard ;
- John Pardon ;
- June Huh ;
- Maryam Mirzakhani ;
- Miguel Walsh ;
- Peter Scholze ;
- Semyon Dyatlov.

et plus récemment :
- Tony Yue Yu
- Akhil Mathew
- Will Sawin
- Peter Hintz
- Ewain Gwynne
- Simion Filip
- Antoine Song
- Amol Aggarwal
- Yang Li

Les bourses sont d'une durée comprise entre un et cinq ans, le dernier cas est le plus usuel. Le critère de sélection principal pour une bourse est la qualité exceptionnelle de la recherche du candidat, et la promesse qu'il recèle de devenir un ténor mathématique.